# Léon Tisserand
Léon Tisserand war ein französischer Schwimmer und Wasserballspieler.

## Karriere
Tisserand nahm 1900 an den Olympischen Spielen in Paris teil. In der Disziplin des Unterwasserschwimmens erreichte er den fünften Rang. Mit der Mannschaft von Tritons Lillois nahm er außerdem am Wettbewerb im Wasserball teil. Hier verlor die Mannschaft in der ersten Runde gegen die späteren Olympiasieger vom Osborne Swimming Club aus Großbritannien.